# Egor Krimets
Egor Krimets (ros. Кримец Егор Владимирович, ur. 27 stycznia 1992 w Taszkencie) – uzbecki piłkarz występujący na pozycji obrońcy w drużynie Paxtakor Taszkent.

## Kariera piłkarska
Egor Krimets jest wychowankiem zespołu Paxtakor Taszkent. W pierwszej drużynie występuje od 2011 roku. Debiut zaliczył 10 kwietnia 2011 roku wchodząc w końcówce meczu z  Soʻgʻdiyona Dżyzak.  Dwukrotnie był wypożyczany do chińskiego Beijing Guo’an.

## Kariera reprezentacyjna
Krimets zadebiutował w reprezentacji Uzbekistanu 6 września 2013 roku w eliminacjach do Mistrzostw Świata 2014 w zremisowanym 1-1 meczu z reprezentacją Jordanii. Pierwszego gola w reprezentacji zdobył 24 sierpnia 2016 roku w wygranym 1-0, towarzyskim meczu przeciwku Burkina Faso. Znalazł się w kadrze Uzbekistanu na Puchar Azji 2015. Jak do tej pory w narodowych barwach zaliczył 27 występów, zdobywając w nich 2 bramki.
Stan na 7 lipca 2018
| Reprezentacja | Rok     | Mecze | Bramki |
| ------------- | ------- | ----- | ------ |
| Uzbekistan    | 2013    | 1     | 0      |
| Uzbekistan    | 2014    | 6     | 2      |
| Uzbekistan    | 2015    | 5     | 0      |
| Uzbekistan    | 2016    | 9     | 2      |
| Uzbekistan    | 2017    | 6     | 0      |
| Ogólnie       | Ogólnie | 27    | 2      |

## Sukcesy

### Paxtakor Taszkent
- Zwycięstwo
  - Oʻzbekiston Oliy Ligasi: 2012, 2014, 2015
  - Puchar Uzbekistanu: 2011